# Radalj
Radalj (em cirílico: Радаљ) é uma vila da Sérvia localizada no município de Mali Zvornik, pertencente ao distrito de Mačva, na região de Podrinje. A sua população era de 2.193 habitantes segundo o censo de 2011.

## Demografia
| 1948  | 1953  | 1961  | 1971  | 1981  | 1991  | 2002  | 2011  |
| ----- | ----- | ----- | ----- | ----- | ----- | ----- | ----- |
| 1 901 | 2 189 | 2 590 | 2 502 | 2 342 | 2 574 | 2 497 | 2 193 |